# Pensacola tuberculotibiata
Pensacola tuberculotibiata là một loài nhện trong họ Salticidae.
Loài này thuộc chi Pensacola. Pensacola tuberculotibiata được Lodovico di Caporiacco miêu tả năm 1955.